# Alla talar om Grace
Alla talar om Grace (engelska Something to Talk About) är en amerikansk drama-komedi från 1995, i regi av Lasse Hallström och med Julia Roberts och Dennis Quaid i huvudrollerna. Filmen hade Sverigepremiär den 15 december 1995.

## Handling
Grace upptäcker att hennes make Eddie är otrogen. Hon blir upprörd men upptäcker att hennes omgivning, tycker att hon bör glömma och förlåta. Hennes pappa äger ett stall och tycker att hela familjen ska koncentrera sig på en kommande tävling.

## Om filmen
Detta var Lasse Hallströms tredje amerikanska långfilm efter Mannen som inte passade in och Gilbert Grape. Filmens fotograf var svensken Sven Nykvist.
Filmen spelades in i Georgia, Louisiana och South Carolina.

## Rollista
- Julia Roberts - Grace King Bichon
- Dennis Quaid - Eddie Bichon
- Robert Duvall - Wyly King
- Gena Rowlands - Georgia King
- Kyra Sedgwick - Emma Rae King